# Sobibóri felkelés
A sobibóri felkelés a sobibóri megsemmisítőtáborban, a második világháború idején, 1943. október 14-én történt esemény. Közvetlenül utána a tábor foglyainak többsége megszökött.

## A tábor

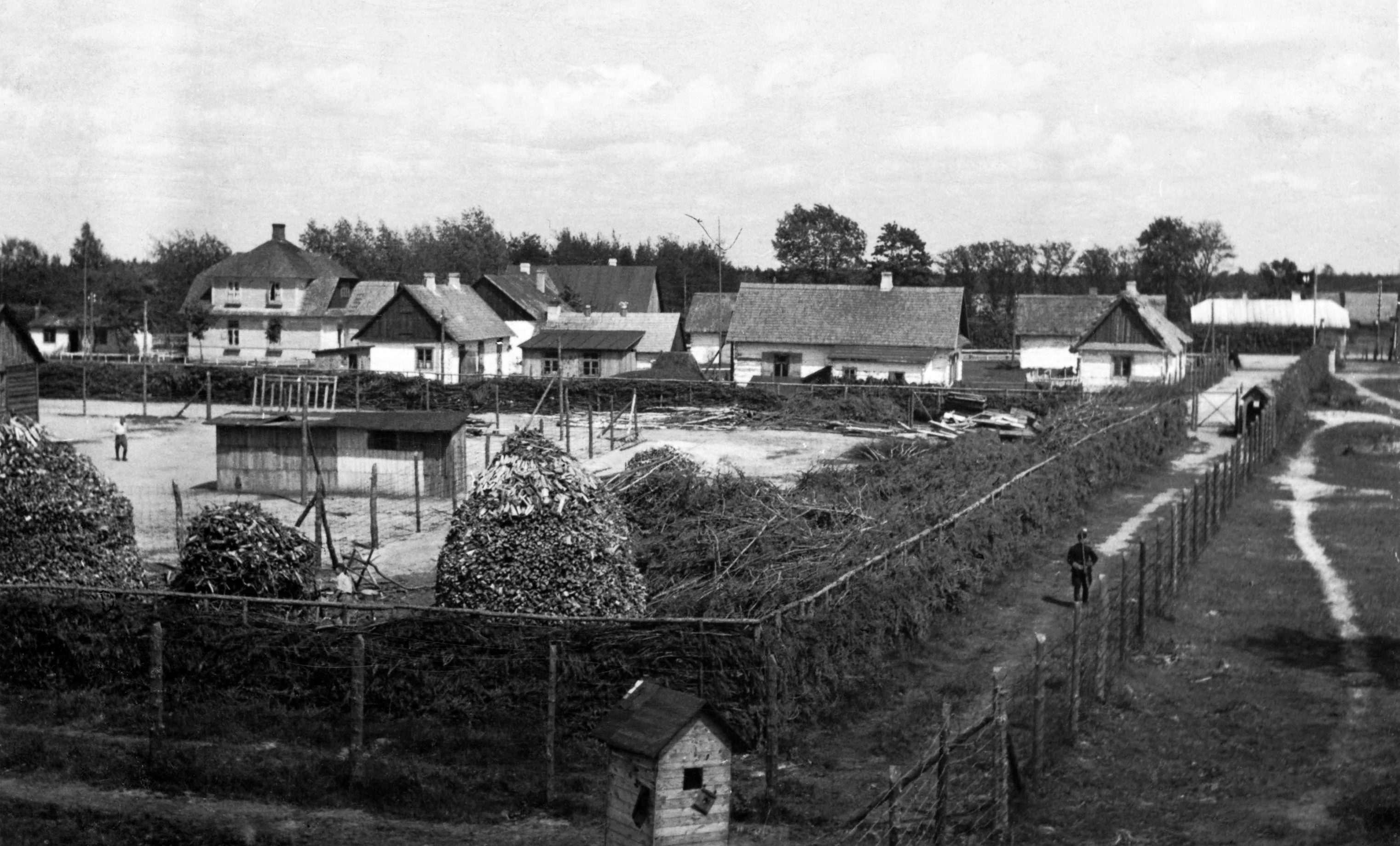
A sobibóri megsemmisítő tábor 1943-ban

A sobibóri tábort 1942 tavaszán létesítették a zsidók megsemmisítésére indított ún. Reinhard-művelet keretében Sobibór falu közelében, a Németország által megszállt Lengyelország keleti részén.
A tábor személyzete elsősorban SS-tisztekből és altisztekből állt. Ezek nem őrködtek. Az őrök volt szovjet hadifoglyok voltak, akik a nácik szolgálatába álltak, többnyire ukránok, de más nemzetiségűek is, például szovjetunióbeli német nemzetiségűek.
A táborba több országból hoztak deportált zsidókat: Lengyelországból (a legtöbbet), Németországból, Hollandiából, Belgiumból, Franciaországból, Csehszlovákiából, Litvániából, a Szovjetunióból. Érkezésükkor kiválogatták az iparos és szakmunkás férfiakat és gyermek nélküli nőket. Voltak közöttük szabók, varrónők, cipészek, asztalosok, ácsok, kovácsok, lakatosok, géplakatosok, ötvösök, címfestők. A dolgozó foglyok között voltak még kertészek, kőművesek, valamint néhány szakács, pék, orvos és fogász.
Az iparosok és a szakmunkások szakmájuknak szánt műhelyekben dolgoztak. Egyéb dolgozók főtevékenysége azoknak a holmiknak a szortírozása volt, amelyeket az érkező deportáltak magukon viseltek és poggyászukban hoztak. A használható dolgokat összecsomagolták Németországba szállításuk céljából. Ezt külön barakkokban végezték.
A legnehezebb munkát azok végezték, akik fákat vágtak ki a tábort körülvevő erdőben, főleg ennek kiterjesztése végett.
A munkára kiválasztott deportáltakon kívül az összes újonnan érkezettnek kortól és nemtől függetlenül le kellett vetkőzniük meztelenre és a nőknek lenyírták a haját. Ezt is összegyűjtötték és elküldték feldolgozásra. Azt mondván nekik, hogy zuhanyozni fognak, az úgynevezett Lager III-ba hajtották őket, mely úgy volt elkülönítve, hogy ne lehessen látni, mi történik ott, és megölték őket egy nagy teljesítményű motor kipufogó gázával, amely 20–30 perces haláltusát okozott. Körül-belül háromhetenként a Lager III-ban dolgozó férfiakat is lelőtték és másokkal helyettesítették. A legnehezebb munkákat végzőket olyan iramban dolgoztatták, hogy nagyon alultápláltak is lévén, csak az erősek bírták ki. Azokat is megölték, akik már nem bírtak dolgozni és újonnan érkezett deportáltakkal helyettesítették.
Nem tudni pontosan hány áldozat volt. Egy lengyel vizsgálati bizottság 1947-ben nyilvánosságra hozott becslése szerint 250 000 volt, de a 2000-es években Jules Schelvis holland kutató arra a következtetésre jutott, hogy kb. 170 000 lehetett.
Az ideig-óráig életben hagyott foglyok a túlélésért küzdöttek, elsősorban élelmet próbáltak szerezni. Az SS-ek és az őrök kegyetlenkedéseit próbálták kibírni, mivel gyakran büntetésül korbáccsal verték vagy megölték őket a legkülönfélébb okokból és ürügyekkel. Mindegyik munkacsapatot felügyelte egy kápónak nevezett fogoly. Ezeknek hatalmuk volt a többi fogoly felett, amelyet egyesek kegyetlenül gyakoroltak, verték a foglyokat SS-ek parancsára vagy saját akaratukból, mások humánusabbak voltak. A foglyok azzal a gondolattal éltek, hogy végül mindnyájukat megölik. Egyesek öngyilkosságot követtek el.
Mégis az itteni foglyoknak ideiglenesen valamivel jobb helyzetük volt, mint más táborokban, például Auschwitzban. Azokat a ruhákat viselték, amelyekben érkeztek. A férfiak és a nők külön barakkokban laktak, de egyes helyeken együtt dolgoztak. A munkaprogram általában 6 és 18 óra között volt, és elvben vasárnap a felére csökkent, de gyakran kimerítő katonai egzecíroztatással, német katonadalok tanulásával stb. telt el. A munkaprogramon kívül, ha békén hagyták őket, együtt tölthették az időt takarodóig. Volt egy kis zenekaruk, és énekeltek, táncoltak. Egyébként olykor arra kényszerítették a zenekart, hogy a vonatok érkezésekor játsszon a platform mellett. Egyesek szerelmi kapcsolatokat is létrehoztak. Két a táborban keletkezett pár, akik megszöktek a felkelést követően, a háború után összeházasodtak.

## A felkelés előkészítése
Sobibórból voltak már korábban is szökések és szökési kísérletek, amelyeket a szökevények többségének megölése követett, de néhányan megmenekültek. E szökések nyomán más foglyokat is megöltek, hogy megfélemlítsék a többit, és elejét vegyék további szökéseknek.

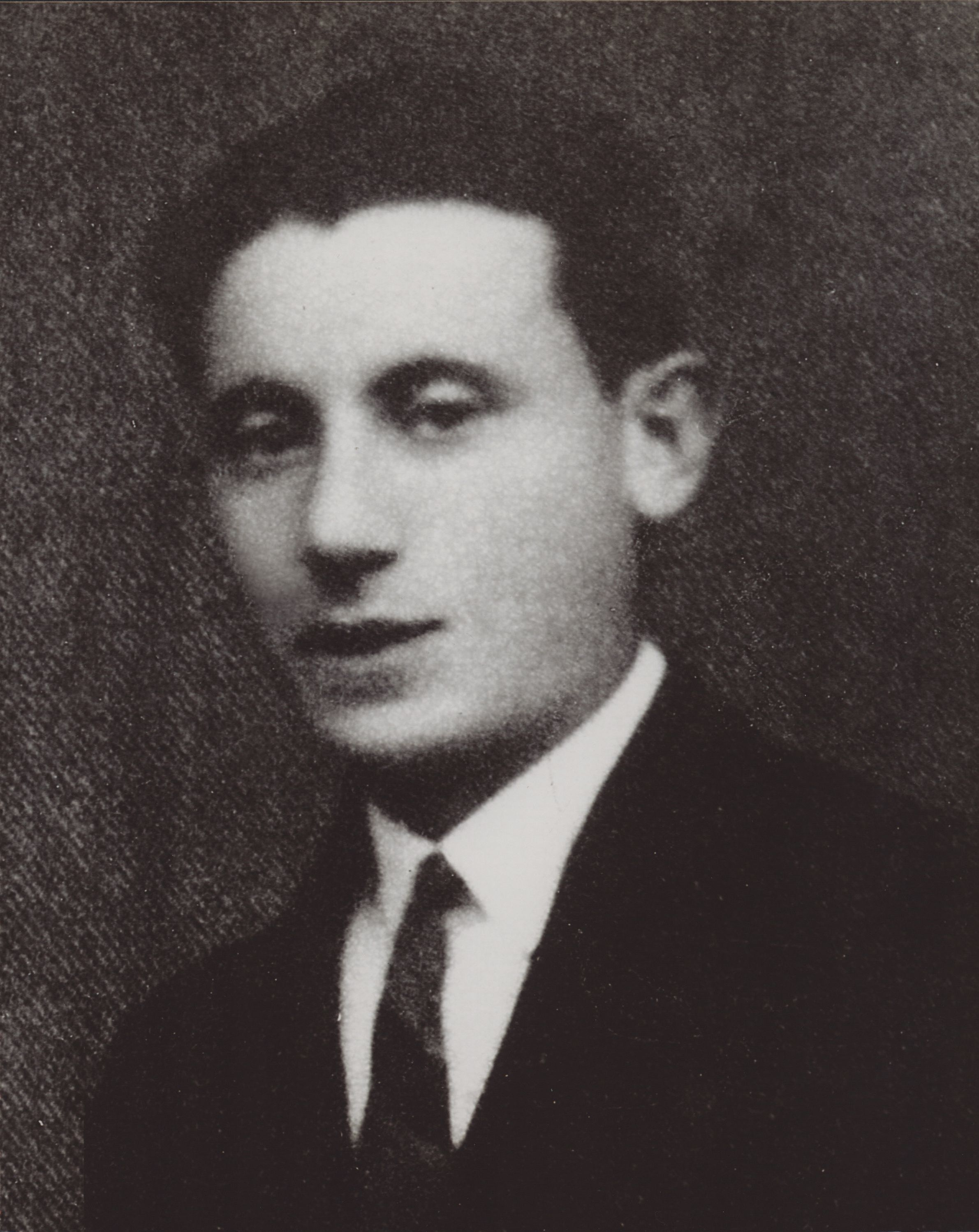
Leon Feldhendler, a felkelést szervező bizottság főnöke (1933-as fénykép)

1943 nyarán egyre kevesebb deportáltat hoztak a táborba. Ezen kívül behoztak foglyokat egy másik táborból, akiket elgázosítottak. Egyesek ruhájába belevarrva a sobibóri foglyok olyan üzeneteket találtak, amelyekben az állt, hogy a belzeci megsemmisítő tábor lerombolásán dolgoztak, miután ott az összes foglyot megölték. A sobibóriak azt a következtetést vonták le ezekből a fejleményekből, hogy hamarosan azonos sorsra fognak jutni, bár folyt a munka a tábor kiterjesztésén a majdani Lager IV-nek nevezettel. Ezt arra szánták, hogy a fronton a szovjetektől származó gyalogsági fegyvereket és töltényeket tisztítsák és szortírozzák. Ez a tevékenység már el is kezdődött ennek a részlegnek a befejezése előtt, de a foglyok nem tudták, hogy megtartják-e őket továbbra is, vagy az ottani munkára szakosodottakat hoznak helyettük. Viszont azt biztosra vették, hogy ha a tábor erre szakosodott munkatábor lesz, akkor is, ha ottani foglyokat fognak használni, kevesebbre lesz szükség, és a többit megölik.
E körülmények között Leon Feldhendler fogoly bizottság létrehozását kezdeményezte néhány lengyelországi fogolyból, szökés megszervezése céljából. Abba a nehézségbe ütköztek, hogy nem volt semmiféle katonai tapasztalatuk. Mindenféle javaslatot megbeszéltek, de nem tudták elhatározni, hogyan járjanak el.

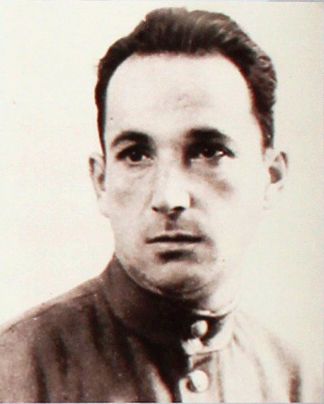
Alekszandr Pecserszkij, a felkelés vezetője

Szeptember 22-én szovjet zsidó hadifoglyok csoportját hozták Sobibórba, köztük egy Alekszandr Pecserskij nevűt, akinek „másodfokú műszaki és hadtápi tiszt” elnevezésű rangja volt, ami a hadnagyi rangnak felelt meg az akkori Vörös Hadseregben. Feldhendler kapcsolatba lépett vele, tapogatózások után meggyőződött arról, hogy meg lehet benne bízni, és bevonta a bizottságba. Ennek több megbeszélése keretében arra az elhatározásra jutottak, hogy felkelést kell szervezni, hogy megszökhessen az összes fogoly. Csak a Lager III-ban levő foglyok nem szökhettek meg semmiképpen. Az egyik kényes kérdés az volt, hogy csak a szökés előtti utolsó pillanatokban tudták majd közölni a létszámellenőrzésre összegyűlt foglyokkal, hogy szökés lesz. Azonban sok fogoly érezte, mi készül, és egyesek részt akartak benne venni. Végül a bizottság több foglyot vont be a majdani felkelés részvevői közé, köztük két kápót is.
A szökés napját október 13-ára határozták el, mert megtudták, hogy egyes SS-ek, köztük a táborparancsnok és a legkegyetlenebb SS nem lesz a táborban. A szervezők terve az volt, hogy a művelet első szakaszában minél több SS-t csaljanak különböző zárt helyekre és öljék meg őket fejszével, kalapáccsal vagy késsel, és vegyék el pisztolyaikat. Kijelöltek fogolypárokat az SS-ek megölésére, megnevezték, kik legyenek mindegyik pár áldozatai, és elhatározták, hogy kik, hova, hogyan és mely időpontra csalják be őket a megfelelő helyekre. Elhatározták az egyenkénti kivégzésük sorrendjét is. Az volt a kivégzések tervének alapja, hogy az SS-eknek kellettek olyan dolgok, amiket iparosok készítettek, vagy a szortírozó barakkokban voltak. Egyeseket az irodáikban akartak megölni. A művelet e részét 16 és 17 óra között kellett elvégezni. Az utóbbi időpontban volt a délutáni létszámellenőrzés. Órákat is szereztek a szortírozó barakkokból, hogy összehangolhassák a műveleteiket. Néhány kamasz összekötők szerepét vállalta a kivégzők és Pecserszkij között, aki az asztalosműhelyből adja majd ki a parancsokat. A művelet második szakaszához be akartak hatolni az SS-ek egyenruha-raktárába, hogy a szovjetek SS-eknek öltözzenek.
A második szakasznak akkor kellett kezdődnie, amikor az összes fogoly már összegyűlt a létszámellenőrzéshez. Közvetlenül ez előtt a tábor fogoly villanyszerelőjének ki kellett kapcsolnia a áramfejlesztőt. A telefonkábeleket szintén el kellett vágni. Mielőtt valamelyik életben maradt SS a létszámellenőrzésre jött volna, a szervezőknek értesíteniük kellett a foglyokat a szökésről. Mindnyájuknak felsorakozva és nyugodtan a főkapu felé kellett volna menniük az SS-eknek öltözöttek kíséretében úgy, hogy az őrök ne sejtsenek semmit. A tábort aknamezők vették körül, ezért a kapun és a mellette levő kerítésrész szögesdrótját elvágva kellett volna kirohanni, mert azt feltételezték, hogy az utóbbi helyen nincsenek aknák. Egy csoport felkészült arra, hogy elvágja a drótot. Kijelöltek olyan foglyokat is, akik köveket dobjanak át a kerítés egy másik részében, hogy felrobbantsanak legalább néhány aknát. Létrákat is készítettek arra, hogy ezen a helyen másszanak át. Kirohanása előtt egy fogolycsoportnak meg kellett támadnia a fegyverraktárt, hogy fegyvereket és lőszert szerezzenek.

## A felkelés és a szökés
A felkelést el kellett napolni, mert október 13-án váratlanul a táborba nem a személyzetéhez tartozó SS-ek csoportja jött. Mivel ezek még aznap elmentek, a következő napot jelölték ki a felkelésre.

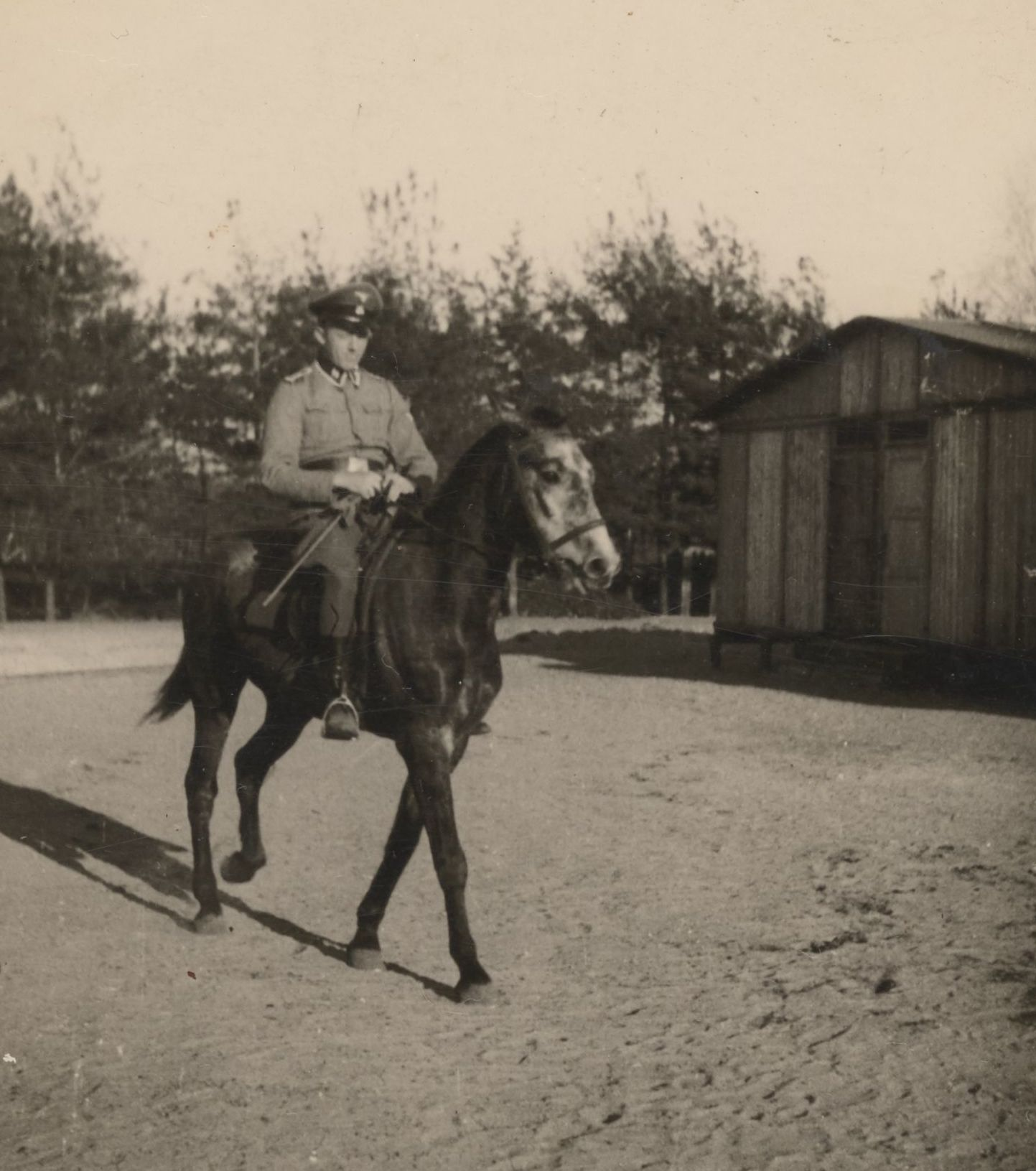
Johann Niemann a táborban néhány hónappal a felkelés előtt

Elsőként Johann Niemann Untersturmführert kellett megölni, aki a táborparancsnok helyettese volt. A szabók időben megbeszélték vele, hogy 16 órakor a műhelyükbe fog jönni egy ruhadarabot felpróbálni. A tiszt el is jött, és próba közben kétszer fejbe vágták baltával, majd a holttestet egy asztal alá dugták és lefedték kabátokkal. Hasonló módon más SS-eket is megöltek a szabó- és a cipészműhelyben, valamint az egyik szortírozó barakkban. Másokat egyéb helyeken öltek meg, egyeseket nem a tervnek megfelelően. A foglyok felfegyverkeztek a megöltek pisztolyaival. Stanisław Szmajzner ötvös, aki a gépészeti műhely főnöke is volt, elmesélte a háború után írt könyvében, mit tett eközben. Ő szabadon bejárhatott mindenhová, ahol hozzá tartozó karbantartani- vagy javítanivaló volt. Bement egy kályhacsővel az őrök épületébe úgymond megjavítani valamit egy vaskályhán. Üresen találta az épületet, bement abba a helyiségbe, ahol a nem szolgálatban levő őrök puskái voltak, megtöltötte zsebeit töltényekkel és három puskát becsavart egy pokrócba, amit az őrök hálóterméből vett el, majd elvitte a puskákat más felkelőknek, megtartva egyet magának. A létszámellenőrzés előtt a villany ki volt kapcsolva és a telefonkábelek el voltak vágva.
A felkelés további tervét már nem tudták betartani, mivel Karl Frenzel SS altiszt nem ment el a megbeszélt időpontban az asztalosműhelybe, ahol egy neki készülő bútordarabot nézett volna meg. A létszámellenőrzésig tíz SS-t öltek meg, és már nem várhatták meg, hogy ezt is megölhessék. Az egyik felkelő kápó megparancsolta a fogoly trombitásnak, hogy fújjon gyülekezőt a létszámellenőrzésre. A foglyoknak nem sikerült SS egyenruhákat szerezniük. Amikor az összes fogoly összegyűlt, Pecserszkij azt kiáltotta, hogy mindenki menjen a kapuhoz és szökjön ki, és akik ezt akarták, rendetlenül odaindultak futva. Akkor jelent meg Frenzel és géppisztollyal kezdett lőni a szökevényekre. Mégis a fegyverraktár megtámadására kijelölt csoport behatolt ennek első helyiségébe, súlyosan megsebesítették az ott levő egyetlen SS-t, de nem sikerült fegyverekhez jutniuk. A kapu melletti őrtornyokban és a kapu előtt álló őrök is lőni kezdtek a szökevényekre. A táborban levő még élő SS-ek is a kapuhoz futottak és megpróbálták lövésekkel megállítani a szökevényeket. A fegyvereket viselő foglyok is lőttek. Egy szökevénycsoport elvágta a szögesdrótot a megbeszélt helyen, és arra is volt szökés. Ott, ahova létrákat tettek, a tumultus le is döntötte a kerítést, bár ott voltak aknák. Az első ott kifutók közül egyesek aknára léptek és meghaltak, így utat nyitva a következőknek.
Kutatásai nyomán Marek Bem lengyel történész arra a következtetésre jutott, hogy a felkelés napján kb. 500 fogoly volt a táborban. Közülük 275-nek sikerült megszöknie és 41 halt meg kiszökés közben golyóktól vagy aknák robbanásától. Nem akart vagy nem tudott már megszökni 184 fogoly. Legalább egy fogolynak, Jakob Biskubicznak később sikerült megszöknie. Elmondta a háború után, hogy nem tudva megszökni a többiekkel együtt, elbújt egy raktárban. Nem találták meg, amikor a személyzet tagjai átkutatták a tábort, ő éjfélkor eljutott a Lager IV-be és átment a kerítésen.
A felkelés közben végül tizenkét SS-t, az őrök egyik altisztjét és egy őrt öltek meg, egy SS-t pedig súlyosan megsebesítettek. Életben maradt még öt vagy hat akkor szolgálatban levő SS.

## A felkelés és a szökés megvalósításának tényezői
Az egyik fontos tényező az volt, hogy a szervezőknek viszonylag jó helyzetük volt mint iparosoknak, szortírozóknak, szakácsoknak, kápóknak stb. Szakmájukból kifolyólag fegyverként használható tárgyakkal is rendelkeztek, valamint kések is készülhettek megfelelő műhelyekben.
Mivel előbbi szökések után a táborban levő foglyok közül többet is megöltek, a szervezők meggyőzték azokat, akik egyedül vagy kis csoportban akartak megszökni, hogy gondoljanak ilyen következményekre és ne szökjenek meg. Ezért nem voltak szökések a felkelésig. Ezen kívül az SS-ek kevésbé figyeltek a foglyokra, mivel hittek abban, hogy módszerük hatékonyan veszi elejét a szökéseknek.
Lényeges tényező volt az, hogy megjelent egy személyiségével és tiszti létével meggyőző vezető Pecserszkij személyében, ami odahatott, hogy a szervezők a szökés egyetlen lehetséges tervét dolgozzák ki, és hogy bízzanak ennek sikerében. Ugyanakkor Feldhendler hatékonyan töltötte be a másodtiszt szerepét. Ezen kívül kihasználták a hadifoglyok frontharcosi tapasztalatait.
Mivel találkozhattak akkor, amikor nem voltak felügyelet alatt, és elővigyázatosak voltak, a szervezők elégszer tudtak összeülni, hogy megvitassanak különféle javaslatokat és részletesen kidolgozzák a felkelés és szökés végső tervét. Ugyanakkor sikerült elkerülniük, hogy szándékaikat valaki elárulja, mivel csak olyan foglyok előtt tárták fel ezeket, akikről meggyőződtek, hogy megbízhatóak.
Meghatározó tényező volt a szervezők meggyőződése, hogy az összes fogolyt meg fogják ölni, ha nem szöknek meg. Úgy hitték, hogy csak ha megszöknek van esélye legalább egy részüknek megmenekülni.

## A felkelés és a szökés következményei
A szökés után a táborban elsősorban azok a foglyok maradtak, akik nem akartak megszökni. Az SS-ek és az őrök arra kényszerítették őket, hogy a lakóbarakkokban maradjanak. Helyben lelőtték azokat, akik meg akartak szökni, de nem sikerült, és megadták magukat, valamint azokat, akik elbújtak és megtalálták őket a tábor átkutatásakor. 20 óratájban Frenzel jelentette a szökést a vasútállomás telefonján keresztül, és a táborba többféle katonai egységekből való csoportok jöttek segíteni a személyzetnek. Az egyik csoport parancsnoka azt írta jelentésében, hogy miközben a tábort kutatták sokszor lőttek az embereire az október 15-re virradó éjszakán és kora reggelén olyan foglyok, akik nem tudtak megszökni. Marek Bem csak lehetségesnek tartja, hogy egyes ilyen foglyok ellenálltak. Azon a napon agyonlőtték az összes foglyot és azon néhányat is, akik kifutottak a többiekkel együtt, de kint elbizonytalanodtak és visszatértek a táborba.
Csak a szökésről előre tudó szökevényeknek lehettek terveik a szökés utánra, azok is csak nagyon homályosak lehettek, és általában nekik sem volt előkészítve semmi. Csupán néhánynak volt valamennyi aranya, gyémántja vagy pénze, amit életük kockáztatásával loptak a szortírozó barakkokból. Egyedül vagy kis számban együtt a sorsukra maradtak, csak abban a szerencsében bízhattak, hogy majd rábukkannak olyan emberekre, akik segítenek rajtuk rejtekhellyel és élelemmel. Egyesek, még akiknél semmi értékes holmi sem volt, rátaláltak ilyen emberekre, akik elbújtatták őket rövidebb-hosszabb időre, egyeseket a Vörös Hadsereg megérkezéséig. Sokaknak nem volt ilyen szerencséjük, mert a helyi lakosok életüket kockáztatták, ha megsegítették volna őket, vagy mert nem érdekelte őket a zsidók sorsa. Egyes szökevények, akiknek volt mivel fizetni, csak fizetésért kaptak segítséget. Mások mindenféle politikai irányzatú partizáncsoportokra bukkantak. Egyesek ellenségesek voltak a szökevények iránt.
Mégis a felkelés után húszonegy szökevény beállt vagy újra beállt harcolni a németek ellen, köztük három nő. A volt szovjet hadifoglyok közül heten, köztük Pecserszkij elérték a partizánokat és egyikük elesett egy harcban. Azután a többiek visszakerültek a Vörös Hadseregbe, és egyikük elesett a fronton.
A szökevények felkutatása azonnal a szökés után kezdődött el és október 21-ig tartott. Marek Bem arra a következtetésre jutott, hogy addig, de azután is 130 szökevényt németek öltek meg és 56-ot nem németek, valamint 32 sorsa ismeretlen maradt. Túlélte a háborút 57 szökevény, köztük nyolc nő.
Röviddel a szökés után a treblinkai megsemmisítőtáborból hoztak foglyokat Sobibórba a tábor lerombolása céljából. Mindent, amit lehetett elküldtek máshova, majd csaknem mindent, ami még ott volt elpusztítottak, hogy ne maradjanak nyomai az ott elkövetett népirtásnak. Csak a háború előtt ott levő épületeket hagyták meg és az őrök barakkjait. Fákat is ültettek a lerombolt épületek helyére. Azután megölték a treblinkai foglyokat is. Miután odaért a Vörös Hadsereg, fokozatosan elpusztultak a még ott levő barakkok is.

## A felkelés emléke
A felkelés emlékét elsősorban az 1960-as években a tábor helyén felavatott műemlékek és az ugyanakkor elkezdődött megemlékezések örökítik meg. 2020 októberében felavatták a Sobibóri Múzeum és Emlékhelyet.

### Túlélők könyvei
Néhány túlélő könyvet írt arról, amit átéltek. Az első Alekszandr Pecserszkijé volt, mely 1945-ben jelent meg oroszul, majd jiddis nyelven is 1946-ban.
Stanisław (Szlomo) Szmajzner könyvét, aki Brazíliába vándorolt ki, portugál nyelven adták ki 1968-ban.
Dov Freiberg 1988-ban írta meg könyvét héber nyelven, amely 2007-ben angolul is megjelent.
Thomas Blatt túlélő kutatásokat is végzett amatőr szinten. Könyve 1996-ban jelent meg.
A 2000-es években megírta még emlékeit Kurt Ticho, Kalmen Wewryk és Philip Bialowitz.

### Filmek
Az 1980-as évektől kezdve nagyobb közönség is ismereteket szerezhetett a sobibóri táborról és a felkelésről filmek útján:
- 1985 – Claude Lanzmann francia újságíró, író és filmes Shoah című dokumentumfilmje, amely egy része Sobibórról szól;[79]
- 1987 – Jack Gold(wd) brit rendező Escape from Sobibor(wd) (Szökés Sobibórból) című televíziós művészfilmje Richard Rashke amerikai író 1982-ben megjelent könyve alapján (lásd Források), Thomas Blatt és Stanislaw Szmajzner a forgatókönyvhöz való hozzájárulásával;[80]
- 1990 – Revolt in Sobibor – holland-szovjet dokumentumfilm;[81]
- 2001 – Claude Lanzmann Sobibór, 14 octobre 1943, 16 heures (Sobibór, október 14-e, 16 óra) című dokumentumfilmje – terjedelmes interjú Yehuda Lerner volt felkelővel;[82]
- 2010 – Sobibor: The Plan, the Revolt, the Escape (Sobibór: a terv, a felkelés, a szökés) – dokumentumfilm túlélők részvételével;[83]
- 2010 – Аrifmetyika svobodi (A szabadság aritmetikája) – orosz televíziós dokumentumfilm;[84]
- 2013 – Szobibor. Nyepokorjonnije (Sobibór. A legyőzetlenek) – orosz televíziós dokumentumfilm;[85]
- 2018 – Szobibor – orosz művészfilm;[86]
- 2024 – Sobibor – Anatomie eines Vernichtungslagers (Sobibór – egy megsemmisítő tábor anatómiája) – német televíziós dokumentumfilm.[87]